# Theo M. Loch
Theo Maria Loch (* 17. August 1921 in Erlangen; † 18. Februar 1987 in Bornheim bei Bonn) war ein deutscher Journalist.

## Leben
Loch besuchte das Gymnasium und Internat in Günzburg mit einem USA-Austauschjahr 1937/38 an der Choate Rosemary Hall, einer bei Prominenten beliebten Privatschule in Connecticut. Zum 1. September 1939 trat er der NSDAP bei (Mitgliedsnummer 7.083.586).
Im Jahr 1940 meldete er sich freiwillig zur Waffen-SS in die Eliteeinheit Leibstandarte SS Adolf Hitler, in der er sich bis zum Rang eines SS-Obersturmführers hochdiente. In dieser Einheit nahm er bis 1945 am Zweiten Weltkrieg teil. Unter anderem diente er bei der 12. Kompanie des 3. Bataillons in Griechenland und in der UdSSR. Am 30. Januar 1944 wurde Loch zum Obersturmführer befördert, danach war er beim Stab des 12. SS-Korps und wurde dort Kompaniechef.
Nach seiner Rückkehr aus der Kriegsgefangenschaft studierte er Volkswirtschaft und Journalistik in München. Er wurde auch examinierter Dolmetscher. Loch war bis 1959 Chefredakteur der Zeitschrift Europa. Danach wechselte er als Leiter der Redaktion Außenpolitik zur Deutschen Zeitung. Von 1964 bis 1965 war er stellvertretender Chefredakteur des Handelsblatts, danach bis 1968 in gleicher Funktion beim Rheinischen Merkur.
Seit 1969 war er Kommentator und Redakteur beim WDR-Hörfunk. Von Mai 1975 bis 1977 leitete er das WDR-Studio Bonn. Ab August 1977 bis zum 31. Oktober 1983 war er Chefredakteur des WDR-Fernsehens. Danach war er noch als Kommentator und Korrespondent für den Sender tätig.
Zur Beisetzung waren u. a. Philipp Jenninger (Präsident des Bundestages) und Heinrich Windelen (Minister für innerdeutsche Beziehungen) zugegen. Walter Scheel und Friedrich Nowottny hielten eine Grabrede.
Loch war seit 1967 Mitglied der KDB Sigfridia zu Bonn im RKDB. Ebenso war er Mitglied der CDU.

## Kontroverse um SS-Vergangenheit
Loch nannte in der Nachkriegszeit stets den Dienstgrad eines Oberleutnants, um den SS-Dienstgrad Obersturmführer zu verschweigen. Erst 1983 wurde dieser Umstand bekannt. Lediglich bei der Ausfüllung des Personalbogens des WDR im Jahr 1969 gab er seine Dienstzeit bei der Waffen-SS an. Im Sommer 1983 verlangten im WDR rund einhundert WDR-Journalisten die sofortige Beurlaubung Lochs, da sie aus Zeitungen die Mitgliedschaft Lochs in der Waffen-SS erfahren hatten. Gleichzeitig wurde dort WDR-Intendant Friedrich-Wilhelm von Sell kritisiert. Der WDR-Verwaltungsrat wurde aufgefordert, unter anderem den Vorwurf von Sell-Kritikern zu klären, der Intendant habe den Räten die ihm offensichtlich bekannte SS-Karriere von Loch verschwiegen. Das Verwaltungsratsmitglied Heinz Kühn sprach von „einem Fehler der Personalabteilung“, für den auch der Intendant verantwortlich sei. Friedrich-Wilhelm von Sell blieb jedoch in seinem Amt.

## Ehrenämter und Auszeichnungen
- Präsident der Europa-Union Deutschland (1973–1980), danach deren Ehrenpräsident
- Vizepräsident des Deutschen Rates der Europäischen Bewegung
- Mitglied des Board Atlantic Institute, Paris
- Präsidiumsmitglied der Deutschen Gesellschaft für Auswärtige Politik
- Mitglied des Stiftungsrates des Friedenspreises des Deutschen Buchhandels

- 1968: Europäischer Journalistenpreis für Politik
- 1978: Große Europamedaille des VdH
- 1979: Bundesverdienstkreuz I. Klasse
- 1983: Joseph-Bech-Preis der Stiftung F.V.S.

## Familie
Loch war ab 1944 mit Elisabeth „Else“ Hedwig geb. Wienforth, verheiratet und hatte mit ihr einen 1945 geborenen Sohn.

## Werke
- Theo M. Loch: Die Neun von Brüssel. Europa Union Verlag, Köln 1963, DNB 453150489.
- Theo M. Loch: Adenauer, de Gaulle. Bilanz d. Staatsbesuche. Athenaeum Verlag, Bonn 1963, DNB 453150470.
- Theo M. Loch: Wege nach Europa. Pontes-Verlag, Andernach 1967.
- Theo M. Loch: Europa 1980. 2., überarb. u. erw. Auflage. Eichholz-Verlag, Bonn 1968.
- Theo M. Loch: Walter Hallstein. Eurobuch-Verlag Lutzeyer, Freudenstadt 1969, DNB 457446552.
- Theo M. Loch: Die Assoziierungs- und Präferenzpolitik der EG. Europa-Union-Verlag, Bonn 1974, ISBN 978-3-7713-0047-0.
- Theo M. Loch: Interdependenzen. Edition Interfrom, Zürich 1975.